# Kazan Summer Cup
EL Kazan Summer Cup es un torneo profesional de tenis. Pertenece al ATP Challenger Series. Se juega desde el año 2013 sobre pistas duras, en Kazán, Rusia.

## Palmarés

### Individuales
| Año  | Campeón           | Finalista     | Resultado |
| ---- | ----------------- | ------------- | --------- |
| 2013 | Sergiy Stakhovsky | Valery Rudnev | 6-2, 6-3  |

### Dobles
| Año  | Campeones                         | Finalistas           | Resultado |
| ---- | --------------------------------- | -------------------- | --------- |
| 2013 | Victor Baluda Konstantin Kravchuk | Ivo Klec Jürgen Zopp | 6–3, 6–4  |